# Yu Yuan (Peking)

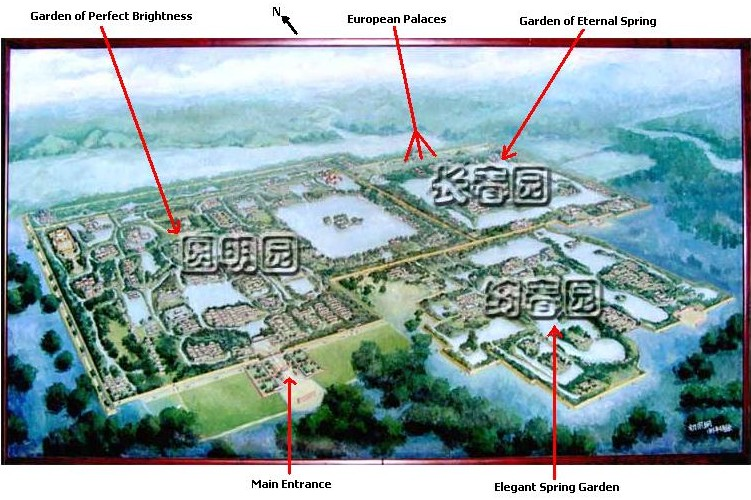
Lage der drei Gärten des sogenannten „Alten Sommerpalastes“

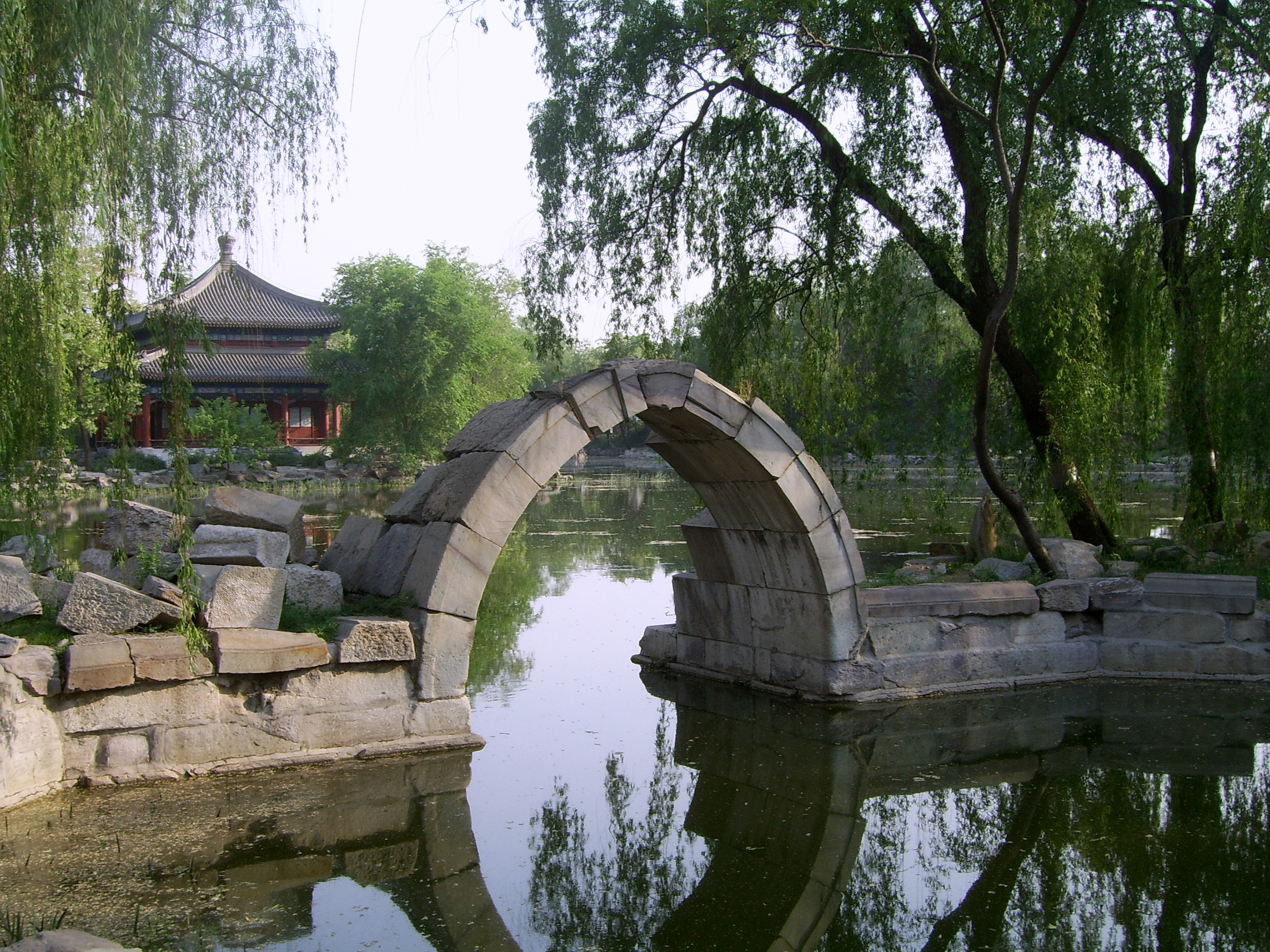
Überreste des Alten Sommerpalastes (Yuanming Yuan)

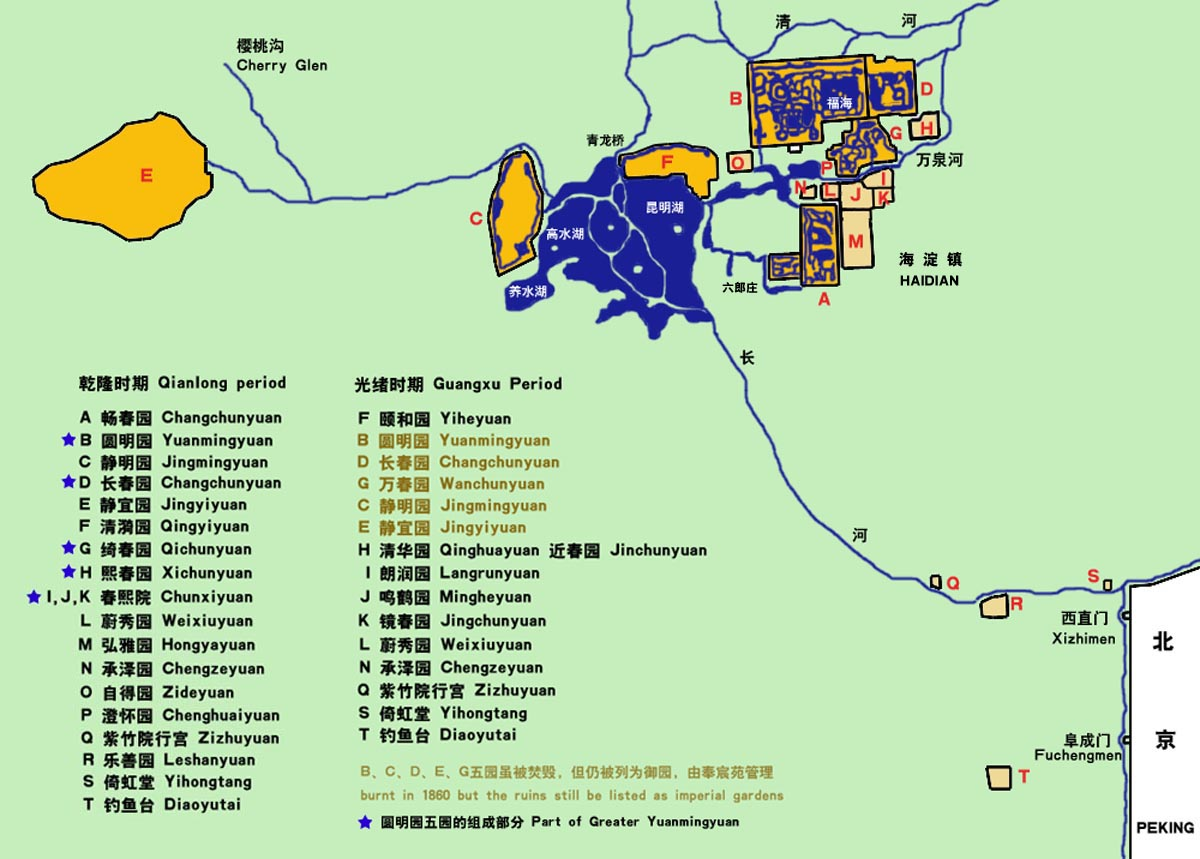
Topografische Einbindung der Gärten in das System der Wasserläufe

Mit Yu Yuan (chinesisch 御園 / 御园, Pinyin Yù Yuán – „Kaiserliche Gärten“) wird ein ab 1709 ausgebautes Gebiet dreier Gärten in Peking bezeichnet. Es ist unter der Bezeichnung „Alter Sommerpalast“ (englisch Old Summer Palace) bekannt. In der westlichen wissenschaftlichen Literatur wird auch der Name des westlichen (ursprünglichen) Gartens, Yuanming Yuan, für den gesamten Gartenkomplex verwendet.
Die heute weitgehend zerstörten Gärten liegen 8 Kilometer nordwestlich der ehemaligen kaiserlichen Hauptstadt Peking. Der Komplex mit seinen zahlreichen Gebäuden war ab etwa 1725 die wichtigste Residenz der Kaiser der Qing-Dynastie, von der aus sie über Jahrzehnte die Staatsgeschäfte führten. Heute liegt das Areal in der unmittelbaren Nähe der Peking-Universität und der Tsinghua-Universität und ist eine Touristenattraktion.
Als Hauptresidenz der Kaiser der Qing-Dynastie beherbergte Yu Yuan Hunderte von kulturell bedeutsamen Gebäuden wie Paläste, Bibliotheken, Kapellen, Tempel und Galerien, die mit wertvollen Kunstwerken, Schriftstücken und Antiquitäten gefüllt waren. Diese Schätze wurden von den Briten hemmungslos geraubt und zerstört. Letztlich befahl die britische Regierung ihren Streitkräften, das gesamte Gelände als Rache für den chinesischen Widerstand gegen die koloniale Besatzung niederzubrennen.

## Aufbau
Der sogenannte Alte Sommerpalast besteht aus drei aneinandergrenzenden umfangreichen Garten- und Palastkomplexen. Es sind dies:
- Yuanming Yuan (圓明園 / 圆明园,  Yuánmíng Yuán – „Garten der vollkommenen Klarheit‘[2] oder ‚Garten der Vollkommenheit und des Lichts“), westlicher Bereich (etwa 200 Hektar). Hier begannen 1709 die Arbeiten in einem kleineren Bereich als Wohnsitz eines Kaiserlichen Prinzen. Der Name wird auch für den gesamten Gartenkomplex verwendet.
- Changchun Yuan (長春園 / 长春园,  Chángchūn Yuán – „Garten des Ewigen Frühlings“), nordöstlicher Bereich (etwa 90 Hektar), der ab 1745 als zukünftiger Altersruhesitz für den Qianlong-Kaiser (reg. 1736 – 1785) auf vorher unbebautem Gelände angelegt wurde. Teil des Changchun Yuan ist an dessen Nordseite der Xiyang Lou, ein sich west-östlich erstreckender schmaler Bereich mit Wasserspielen und Pavillonbauten aus Stein nach europäischen Vorbildern, der ab 1747 von Jesuiten angelegt wurde.
- Qichun Yuan (綺春園 / 绮春园,  Qǐchūn Yuán – „Garten des Schönen Frühlings“) oder Wanchun Yuan (萬春園 / 万春园,  Wànchūn Yuán – „Garten der Zehntausend Frühlinge“), der südöstliche Bereich (etwa 60 Hektar), der ab etwa 1770 in kaiserlichen Besitz gelangte und vor allem in der ersten Hälfte des 19. Jahrhunderts ausgebaut wurde.

## Geschichte

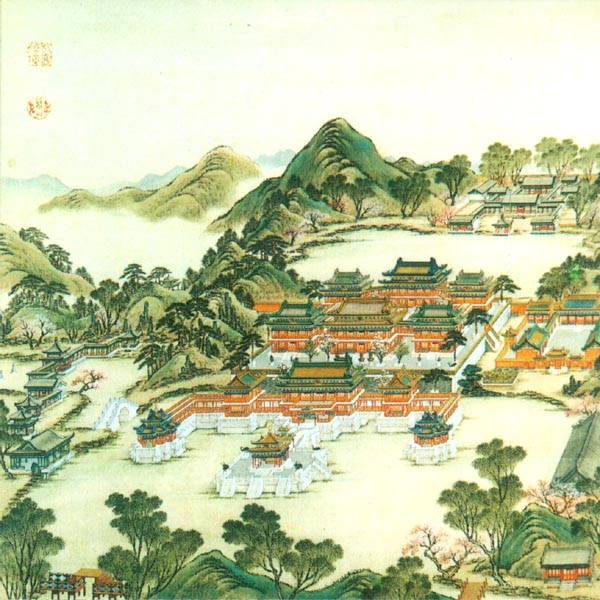
Hallen des wundersamen Orts der Quadratischen Vase (Vierzig Ansichten des Yuanming Yuan 1744)

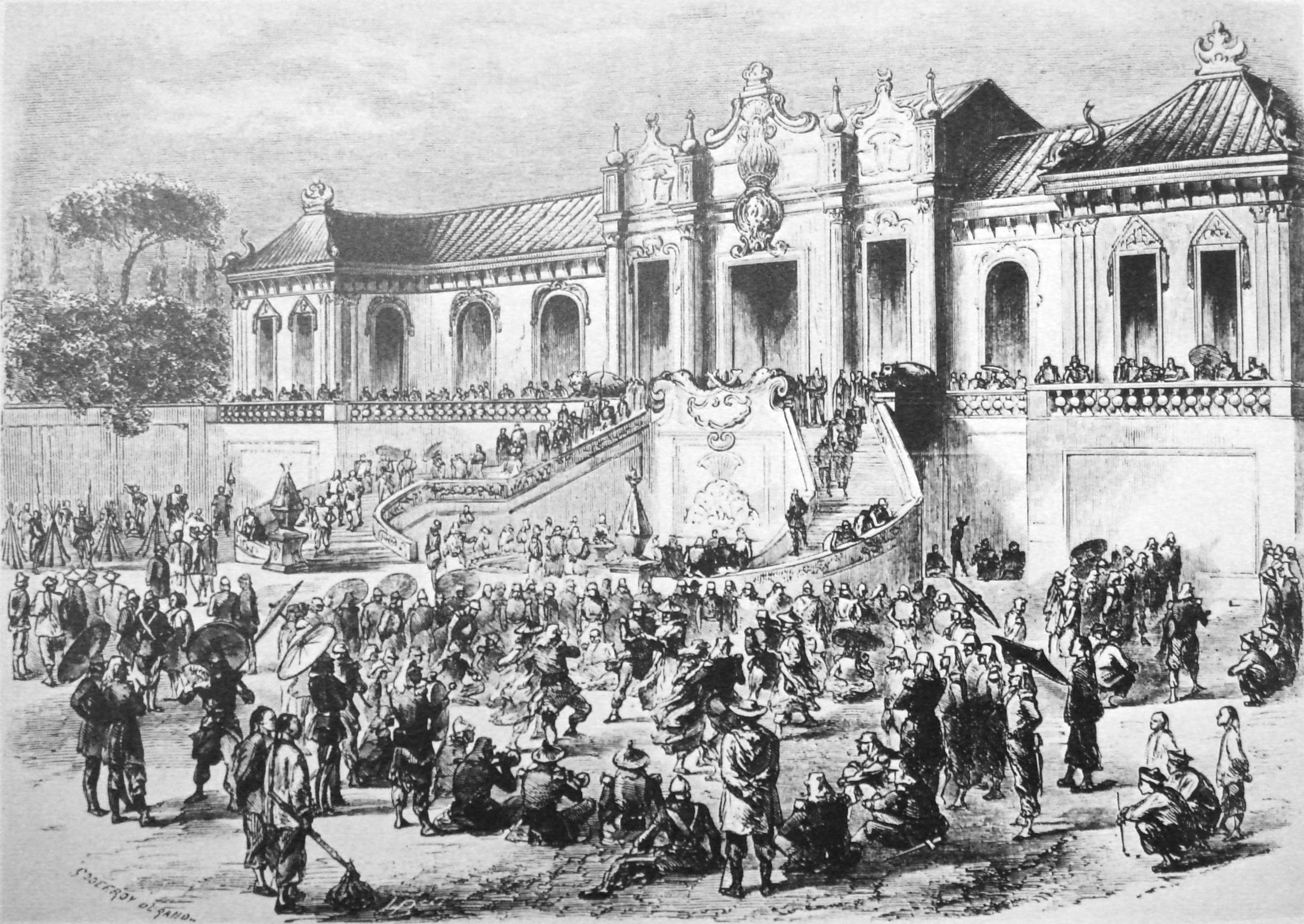
Der Xiyang Lou mit den Bauten im westlichen Stil vor seiner Zerstörung durch britisch-französische Truppen 1860

Der Palast wurde während der Amtszeit mehrerer Kaiser der Qing-Dynastie errichtet und zeit seines Bestehens ständig weiter ausgebaut. Der Ursprung lag in einem Gartenbereich im Zentrum des Yuanming Yuan als westlichem Gartenkomplex. Er wurde 1707/09 unter dem späteren Kaiser Yongzheng noch während der Regierung seines Vaters Kangxi begonnen und nach der Regierungsübernahme 1725 deutlich ausgebaut und erweitert. Yongzheng ließ durch ein Flusssystem gespeiste Seen, Bäche und Teiche anlegen, um die sanften Hügel und Böden zu ergänzen, und benannte 28 szenische Orte innerhalb des Gartens. Er baute auch eine Reihe von lebenden Tableaus, mit denen er und seine Familie interagieren konnte. Eine solche Szene hieß z. B. Getreide so reichlich wie Felder, bei der Hof-Eunuchen vorgaben, ländliche Bauern auf einer Insel zu sein, und eine andere hieß Hof des universellen Glücks, ein Scheindorf, in dem die kaiserliche Familie mit Ladenbesitzern interagieren konnte, wieder dargestellt durch Eunuchen.
Unter Yongzhengs Sohn, dem Qianlong-Kaiser, wurde die Anlage ab etwa 1736 über lange Jahre in großem Stil erweitert und ausgebaut, vor allem nach Osten und ab etwa 1770 nach Süden. Die Anzahl der szenischen Aussichtspunkte stieg auf 50 und der Kaiser leitete persönlich den Bauprozess. Die Elemente der Anlage wurden in den Vierzig Ansichten des Yuanming Yuan dargestellt, einem Album, das 1744 von den Hofmalern des Qianlong-Kaisers geschaffen wurde.
Qianlong ließ sich unter anderem ab 1747 nach dem Vorbild von Versailles im nördlichen Bereich des Changchun Yuan mit dem Xiyang Lou eine Gartenanlage im Barockstil, mit Fontänen, Wasserspielen und einem Irrgarten errichten.

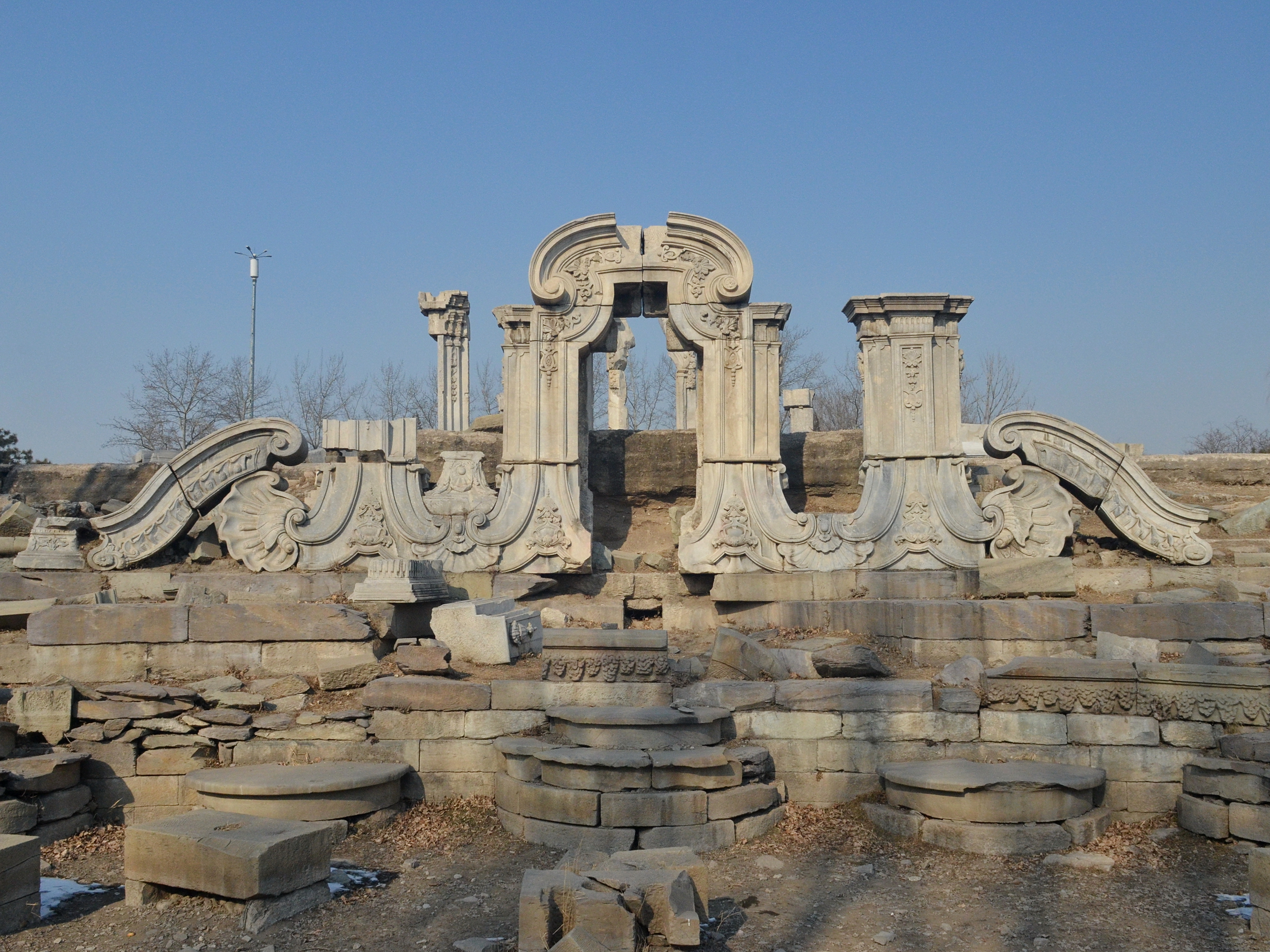
Ruinen des Xiyang Lou 2013

Zuletzt umfasste der Gartenkomplex rund 140 Gebäude auf einer Fläche von 350 Hektar. Berühmt war der Alte Sommerpalast nicht nur für seine prächtigen Gärten Changchun Yuan und Qichun Yuan, sondern auch für seine bedeutenden Bibliotheken und reichen Kunstsammlungen.
Im Zuge des Zweiten Opiumkriegs ließ Kaiser Xianfeng hier 30 englische und französische Gesandte internieren und foltern, die nach dem Abschluss des Vertrags von Tianjin die Aufnahme diplomatischer Beziehungen vorbereiten sollten. Zwanzig Gefangene – sieben Franzosen und dreizehn Engländer – wurden getötet. Daraufhin legte im Oktober 1860 eine englische Division eines anglofranzösischen Invasionsheers unter der Führung von Lord Elgin mehrere Pekinger Palast- und Gartenanlagen, darunter den Yuanming Yuan selbst, in Schutt und Asche. Der Befehlshaber der französischen Truppen des Expeditionskorps General Montauban verweigerte die Teilnahme an dieser Vergeltungsaktion.
Im Zuge der darauf folgenden Plünderungen wurden neben Kunstschätzen aller Art auch jene kostbaren Uhren geraubt, die König Georg III. dem Qianlong-Kaiser durch die Macartney-Mission als Geschenk übersandt hatte, die von diesem aber als „Tribut“ eines unterwürfigen Volkes gedeutet worden waren. Zur Beute zählte auch ein Pekinesen-Hündchen, das Königin Viktoria zum Geschenk gemacht und von dieser in Anspielung an die Plünderungen „Looty“ (englisch loot bedeutet „Kriegsbeute“) getauft wurde.
Zaghafte Versuche der Qing-Regierung, den Yuanming Yuan wieder aufzubauen, scheiterten an Geldmangel. 1900 wurden die Reste der Anlage von der zur Niederschlagung des Boxeraufstands entsandten Interventionsarmee endgültig geschleift; die Ruinen dienten in der Folge als Steinbruch und lieferten teilweise auch Baumaterial für die Peking-Universität. Um 1930 setzten erste Forschungen zu dem Komplex ein und Quellen wurden veröffentlicht. Heute werden die auf dem Gelände verbliebenen Parkanlagen von der hauptstädtischen Bevölkerung als Ausflugsziel geschätzt und weitere Forschungen durchgeführt.
Die Stätte des Alten Sommerpalastes steht seit 1988 auf der Liste der Denkmäler der Volksrepublik China.

## Bilder

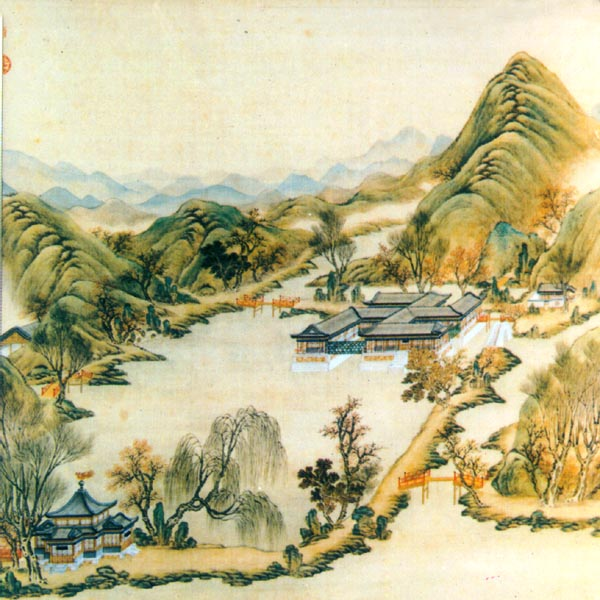
Halle des Friedens und der Eintracht über zehntausend Horizonten (Vierzig Ansichten des Yuanming Yuan 1744)
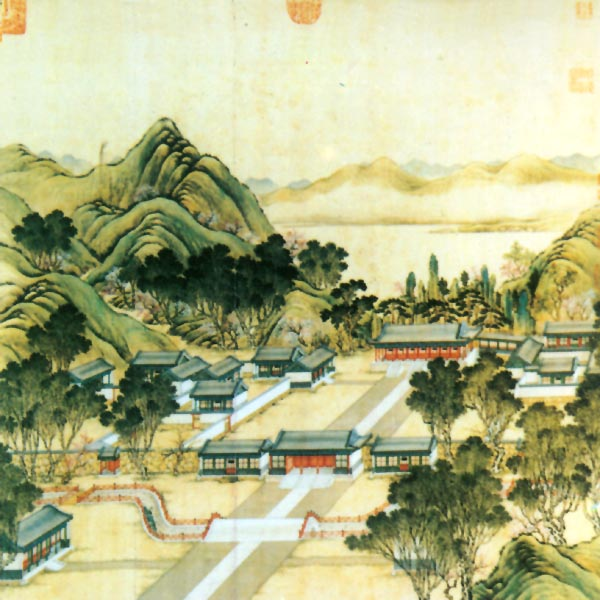
Portal der rechtschaffenen Klarheit (Vierzig Ansichten des Yuanming Yuan 1744)
Thronhalle der ewigen Segnung (Vierzig Ansichten des Yuanming Yuan 1744)
Jadeterrasse auf der Insel der Unsterblichkeit (Vierzig Ansichten des Yuanming Yuan 1744)